# Catherine Moylan
Catherine Moylan (Dallas, 4 de julho de 1904 — Fort Worth, 9 de setembro de 1969), foi uma atriz estadunidense e a primeira Miss Universo em 1926.

## Biografia
Moylan começou sua carreira como dançarina em uma série de produções teatrais da Broadway. Na década de 1920, ela foi eleita Miss Dallas. Ela, então, ganhou o título de Miss EUA, tornando-se então a primeira rainha da beleza a receber o título de Miss Universo em 1926 no concurso Desfile Internacional de Beleza realizada em Galveston no Texas. Depois de assinar com os estúdios MGM, ela começou uma breve carreira no cinema em 1930, participando em dois filmes (o musical Jogo de Amor e Noivas Ingênuas). Ela morreu aos 65 anos de idade em Fort Worth , onde ela está enterrada no Mount Olivet Cemetery.

## Filmografia
- 1930: Noivas Ingênuas ... Manequim
- 1930: Cowboy a Muque ... Show Girl (sem créditos)
- 1930: Jogo de Amor ... Martha
- 1931: Ambitious People ... (cruta-metragem)
- 1936: Any Old Port ... (curta-metragem)